# 주샤오톈
주효천(중국어: 朱孝天, 병음: Zhū Xiàotiān 주샤오톈[*], 영어: Ken Chu, 1979년 1월 15일 ~ )은 중화민국의 가수이자 배우로, F4의 일원이다.